# 北上町
北上町（きたかみまち）は、宮城県北東部にあった、太平洋に面する町である。2005年4月1日に合併し、石巻市となった。

## 地理
宮城県北東部、太平洋に面する町である。北上川の河口に位置する。町の面積の70%以上を山林が占める。海岸部は南三陸金華山国定公園に指定されている。
- 山：翁倉山 (532m)、高津森 (430m)、黒森山、ソロミ山
- 河川：北上川、皿貝川
- 島：鞍掛島、双子島、黒島
- 年間平均気温：11.3℃（2001年）
- 年間降水量：751.5mm（2001年）
- 年間日照時間：2042.2時間（2001年）

## 歴史
縄文時代の貝塚の遺跡である泉沢貝塚から縄文土器の破片や遮光器土偶が出土しており、出土した貝類はすべて海水産であったことから、追波湾の豊富な海産物を獲っていたことが窺える。

天平宝字年間より、桃生城を中心に中部・関東からの移民や帰順した蝦夷による開墾がすすめられ、北上町にまで進んだとされている。

鎌倉時代になり、奥州合戦が勃発すると奥州藤原氏3代目藤原秀衡の四男である藤原高衡が本吉(良)冠者と名乗り、この地域を支配していた。その後、奥州合戦で戦功をあげた相模の豪族である山内首藤経俊が地頭として支配するようになり、山内首藤氏は11代にわたって桃生郡北方を治めるが、葛西宗清によって滅ぼされ、以来葛西氏がこの地域を治めるようになる。

しかし、葛西家16代葛西晴信は豊臣秀吉による小田原征伐に参陣しなかったため、奥州仕置によりその領地を没収され木村吉清が新たな領主になるが、また木村氏も葛西大崎一揆によって改易され、この一揆を鎮圧した伊達政宗がこの領土を治めるようになる。
江戸時代には仙台藩の支配下となり、当域は本吉郡十三浜・桃生郡橋浦・桃生郡長尾・桃生郡女川の4ヶ村から成り立っており、十三浜には二人の肝煎が、その他の地域には一人ずつ肝煎がおかれた。

## 沿革
- 1889年（明治22年）4月1日 - 市町村制施行により、現在の町域に橋浦村と十三浜村が成立する。
- 1955年（昭和30年）3月30日 - 橋浦村と十三浜村が合併し、北上村となる。
- 1962年（昭和37年）4月1日 - 北上村が町制施行し、北上町となる。
- 1963年（昭和38年）- 宮城県の酪農団地育成地に指定される。
- 2005年（平成17年）4月1日 - 石巻市、桃生町、河南町、河北町、雄勝町、牡鹿町と合併、新制「石巻市」となる。

## 経済

### 産業
- 産業別就業人口
  - 第一次産業： 319人（14.9%）
  - 第二次産業：1,000人（46.8%）
  - 第三次産業： 816人（38.3%）

## 地域
- 2004年7月31日時点での世帯数は1,125世帯であった。

## 教育
高等学校
宮城県飯野川高等学校十三浜校
中学校
北上町立相川中学校
北上町立北上中学校
小学校
北上町立相川小学校
北上町立吉浜小学校
北上町立橋浦小学校

## 交通

### 鉄道
町内に鉄道路線はない。鉄道を利用する場合の最寄り駅は、東日本旅客鉄道気仙沼線陸前戸倉駅。

### 道路
- 一般国道
  - 国道398号
- 都道府県道
  - 宮城県道64号北上津山線
  - 宮城県道197号北上河北線

## 名所・旧跡・観光スポット・祭事・催事
- 釜谷の渡し跡
- 飯田屋敷跡
- 丸山地蔵尊
- 釣石神社
- 鹿島神社（ビール神社）
- 金比羅崎

### レジャー
- 白浜海水浴場
- 白浜キャンプ場

### 祭り・イベント
- 熊野神社春季例祭
- 釣石神社春季例祭
- お薬師寺様のお祭
- 御天神祭
- 鹿島神社春季例祭・ビール献納
- にっこり夕市
- 鹿島神社秋季例祭・法印神楽
- にっこりまつり
- 新古里マラソン

## 出身有名人
- 佐々木幸男（歌手）

## その他

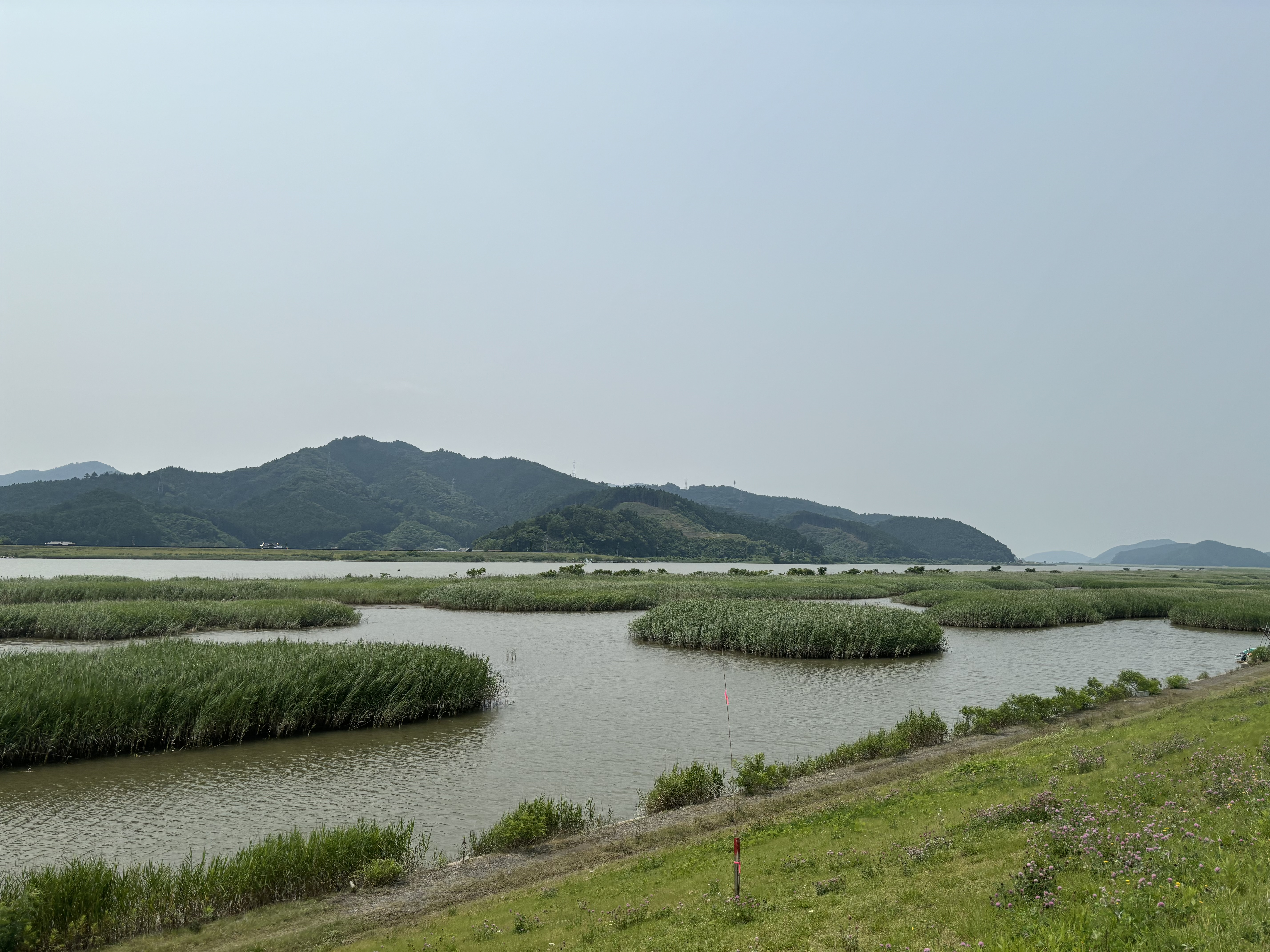
北上川の葦原

- 北上川河口のヨシ原が、日本の音風景100選に選定された。